# Дабер
Дабер (на словенски: Daber) е село в Словения, регион Горишка, община Толмин. Според Националната статистическа служба на Република Словения през 2015 г. селото има 22 жители.